# Cungkup (Kunduran)
Cungkup is een bestuurslaag in het regentschap Blora van de provincie Midden-Java, Indonesië. Cungkup telt 876 inwoners (volkstelling 2010).